# BB Parallel World
BB Parallel World ist das vierte Studioalbum von An Cafe. Es wurde am 9. September 2009 in Japan, und am 2. Oktober 2009 in Europa veröffentlicht. Eine limitierte Auflage wurde ebenfalls veröffentlicht, sie enthält eine zusätzliche DVD mit mehreren Musikvideos. In den japanischen Albumcharts erreichte das Album die Position 20.

## Titelliste

### CD
| Titel                                   | Titel auf Japanisch                | Länge |
| --------------------------------------- | ---------------------------------- | ----- |
| Let’s Brand New Wave                    |                                    | 3:50  |
| Natsu Koi Natsu Game                    | 夏恋★夏GAME                        | 4:06  |
| Ichigo                                  | 苺                                 | 3:55  |
| Passion!!                               |                                    | 3:54  |
| NYAPPY In The Parallel World            |                                    | 4:42  |
| Alone                                   |                                    | 5:02  |
| Aroma                                   |                                    | 4:40  |
| Death Is The Way Of The Samurai Warrior | 武士道とい云ふは死ぬ事と見付けたり | 3:48  |
| Summer Dive ~Sweet-Melty Peach☆Beach~   | SUMMER DIVE~甘トロPEACH☆BEACH~     | 4:37  |
| My ♥ Leaps For "C"                      |                                    | 3:34  |
| You                                     |                                    | 5:10  |

### DVD(nur limitierte Auflage)
| Titel                                                         | Länge |
| ------------------------------------------------------------- | ----- |
| Natsu Koi ★ Natsu GAME (Musikvideo)                           | 4:13  |
| Kawayu’s Rock 20090517 At Tokyo Big Sight Live (Live Footage) | 3:31  |
| Tekesuta Kōsen (Musikvideo)                                   | 5:26  |
| Escapism (Musikvideo)                                         | 5:21  |
| Merrymaking (Musikvideo)                                      | 5:47  |